# Реактор-перетворювач «Ромашка»

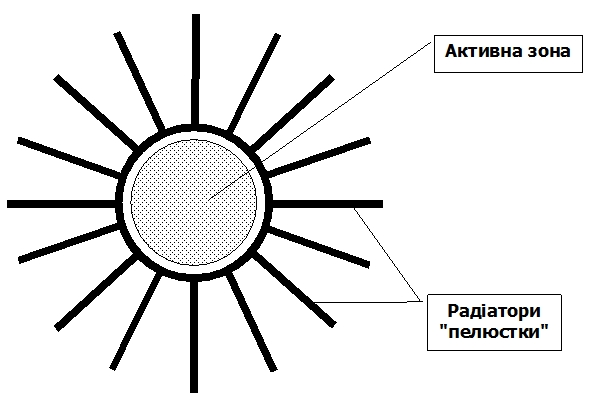
принципова схема реактора-перетворювача «Ромашка»

«Ромашка» — перший у світі ядерно-енергетичний пристрій, що використовує принцип прямого перетворення теплової енергії реактора в електричну.

## Технічні передумови
Використання термоелектричних і термоемісійних перетворювачів енергії в поєднання з ядерними реакторами дозволило створити принципово новий тип пристроїв, в яких джерело теплової енергії — ядерний реактор і перетворювач теплової енергії в електричну об'єднані в єдиний агрегат — реактор-перетворювач .

## Розробники
- Інститут атомної енергії імені І. В. Курчатова
- Сухумський фізико-технічний інститут
- Харківський фізико-технічний інститут (лабораторія ВМ-3, під керівництвом  Є. П. Нечипоренка)
- Подільський науково-дослідний технологічний інститут

## Сутність пристрою
Пристрій — малогабаритний високотемпературний реактор-перетворювач на швидких нейтронах, активна зона якого складається з дикарбіду урану і графіту. Активна зона реактора (циліндр) оточена берилієвим відбивачем. Температура в центрі активної зони — 1770 °С, на зовнішній поверхні реактора — 1000 °С.
На зовнішній поверхні відбивача знаходиться термоелектричний перетворювач, що складається з великого числа кремній-германієвих напівпровідникових пластин, внутрішні сторони яких нагріваються теплом, виділеним реактором, а зовнішні охолоджуються.
Невикористане тепло з перетворювача випромінювалося в навколишній простір ребристим холодильником-випромінювачем.
«Ромашка» дозволяє безпосередньо отримувати електроенергію без участі будь-яких рухомих робочих тіл і механізмів.

## Випробування та використання
Розробка та виготовлення — близько 3 років.
Виведений на потужність 14 серпня 1964.
Пропрацював ~ 15 000 годин (майже два роки)
Виробництво електроенергії — 6100 кВт.год.
Теплова потужність — 40 кВт
Електрична потужність — 500 Вт
Паливо — карбід урану
Пройшов повний цикл ядерних енергетичних випробувань.
Наступні обробка отриманих результатів та вивчення стану елементів установки «Ромашка» показали, що досягнуті параметри і ресурс не є межовими і можуть бути підвищені за рахунок деяких удосконалень конструкції.
Зокрема, доцільним визнане використання замість термоелектричного перетворювача енергії — плоских модульних термоемісійних елементів, розташовуваних на кордоні активної зони і радіального відбивача.
Комплекс робіт, виконаний пристроєм «Ромашка», показав абсолютну надійність і безпеку джерела електроенергії. У зв'язку з тим, що до моменту закінчення випробувань була створена ядерна електрична станція «БЕС-5» значно більшої потужності, подальші випробування установки «Ромашка» були зупинені.
Деякі дослідники зазначають, що доля «Ромашки» у великій мірі залежала від С. П. Корольова, який планував її використовувати у космічних програмах у поєднанні з імпульсними плазмовими двигунами, але, на момент закінчення випробувань — трагічно помер.
На базі пристрою «Ромашка» була створена дослідна установка «Гамма» — прототип автономної АЕС «Олена» електричною потужністю до 500 кВт, призначеної для енергопостачання віддалених районів.